# Jean Delarge
Pour les articles homonymes, voir Delarge.
Jean Delarge est un boxeur belge né en 1906 et mort en 1977 à Liège.

## Carrière
Il remporte la médaille d'or aux Jeux olympiques d'été de 1924 à Paris dans la catégorie poids welters après sa victoire en finale contre l'argentin Hector Mendez.
Il est inhumé au Cimetière de Robermont à Liège.

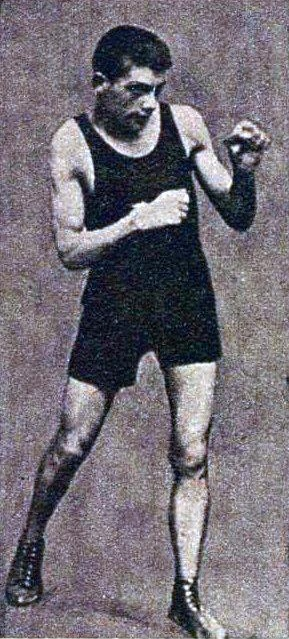
Champion olympique en 1924
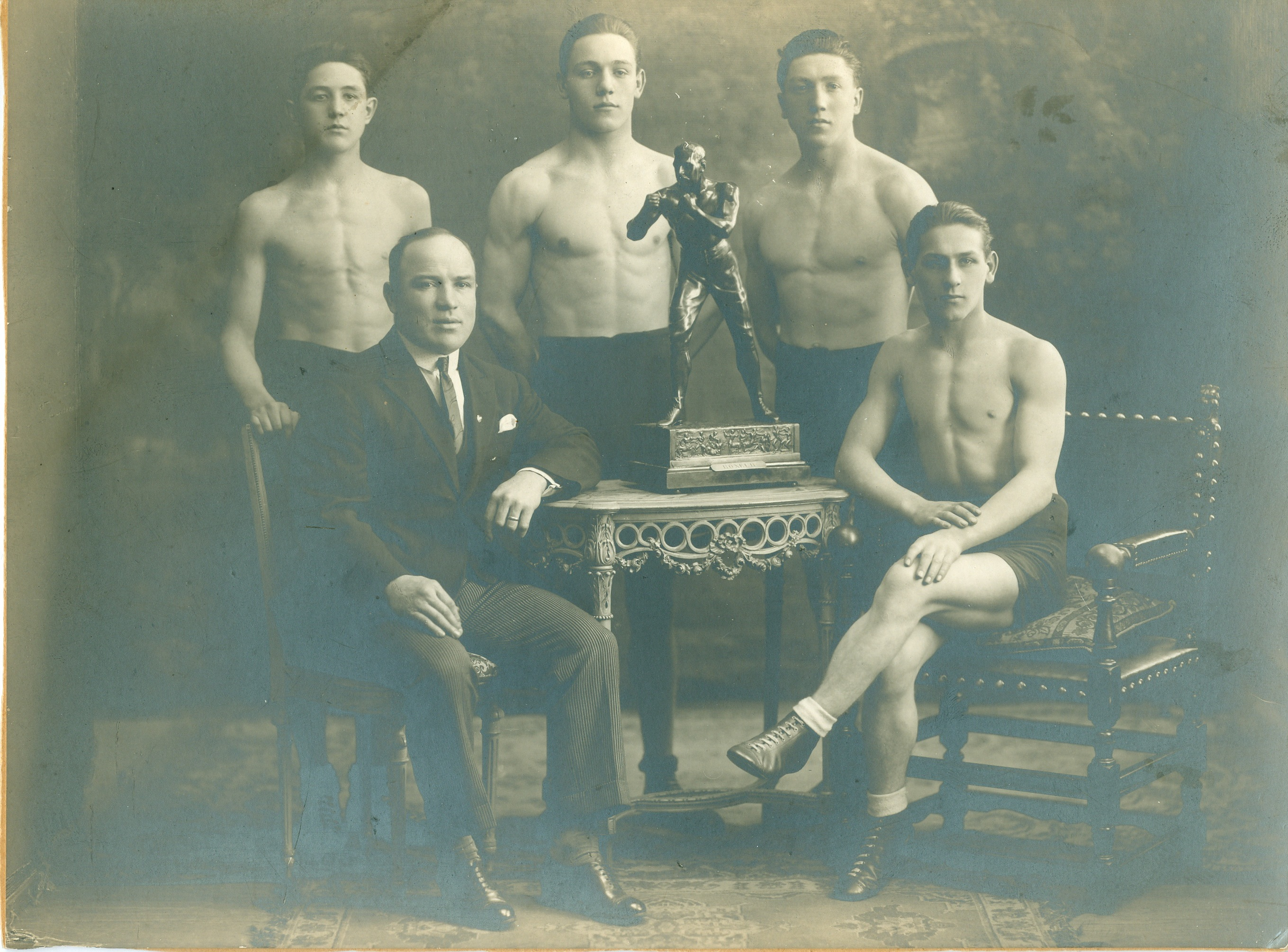
Olympiade 1924 : retour à Liège
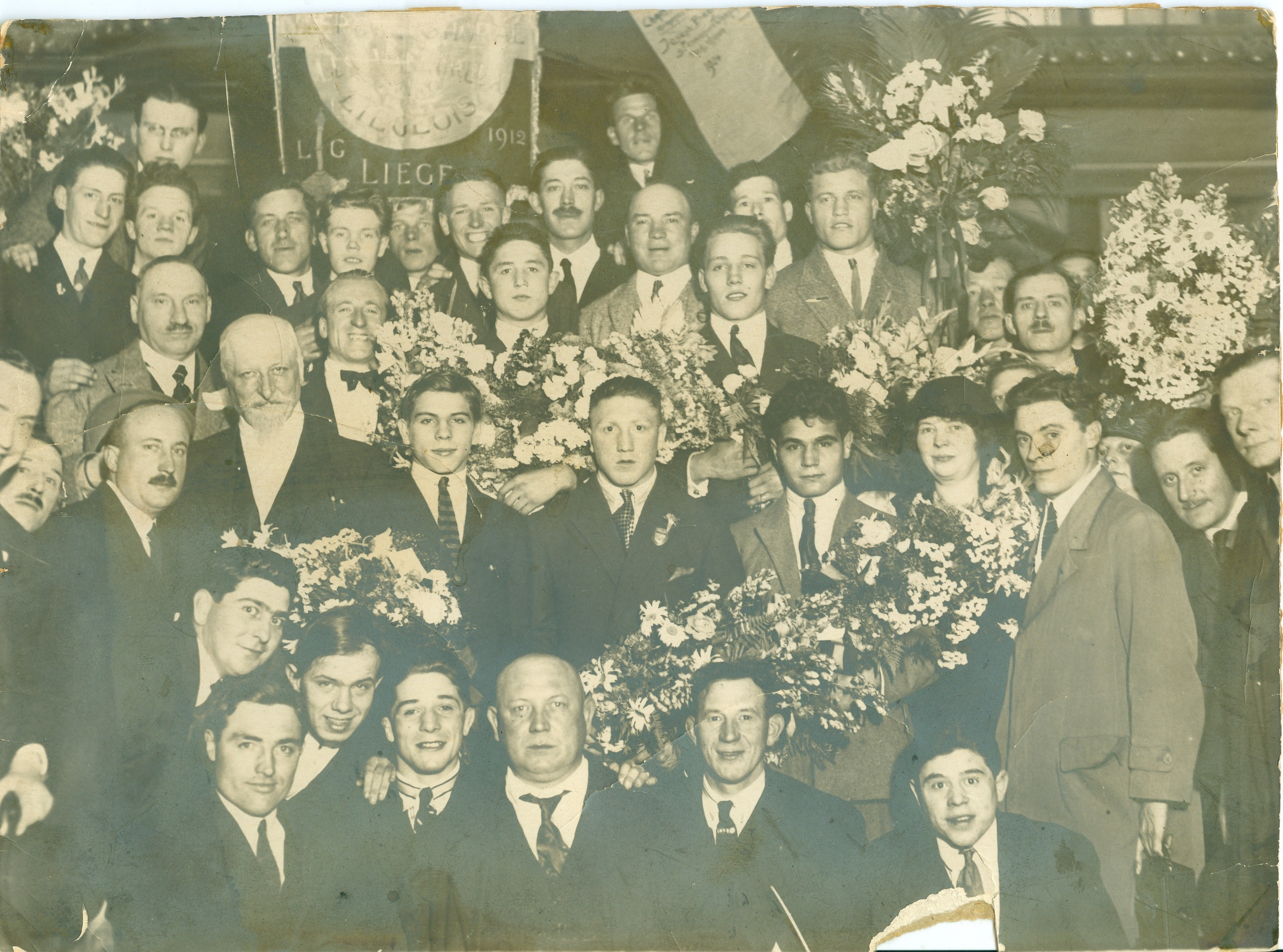
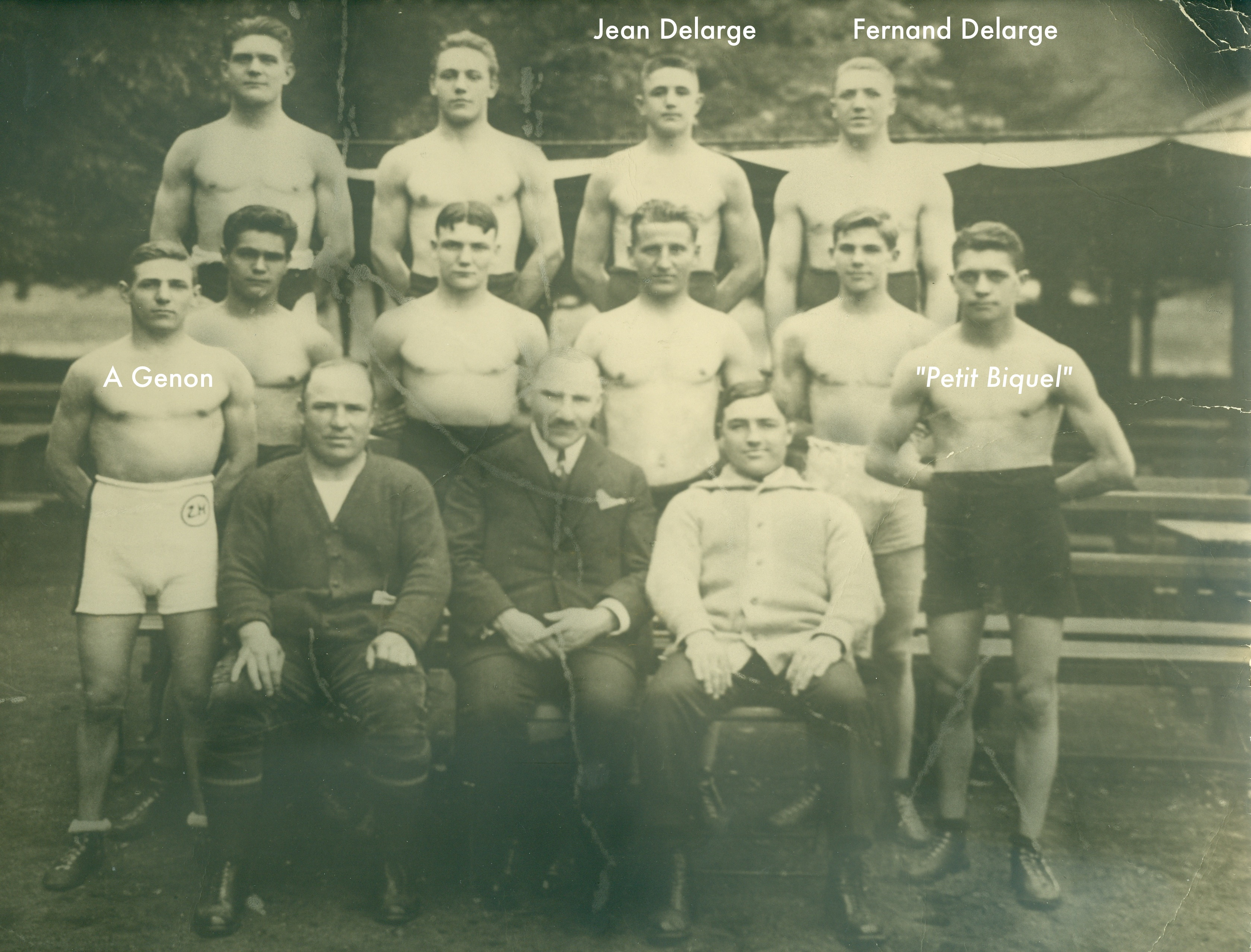
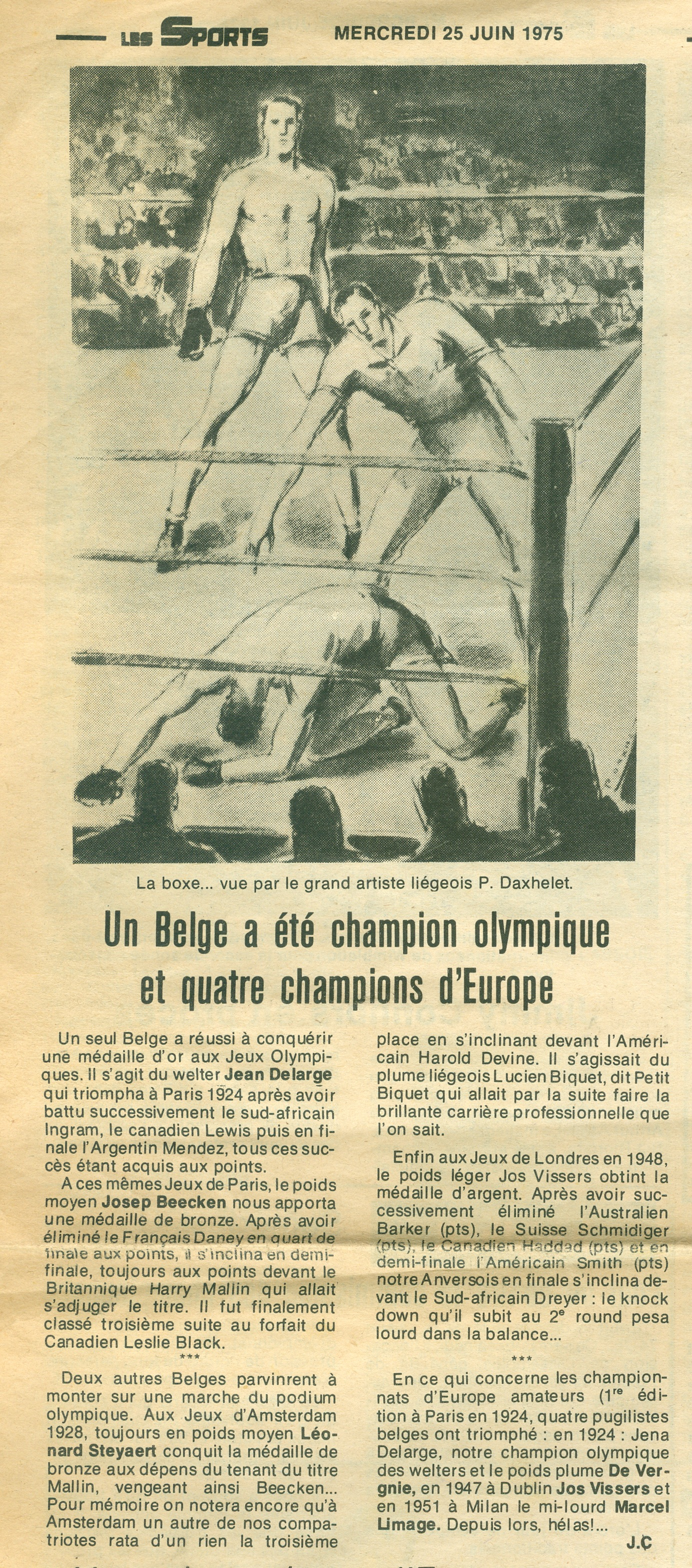
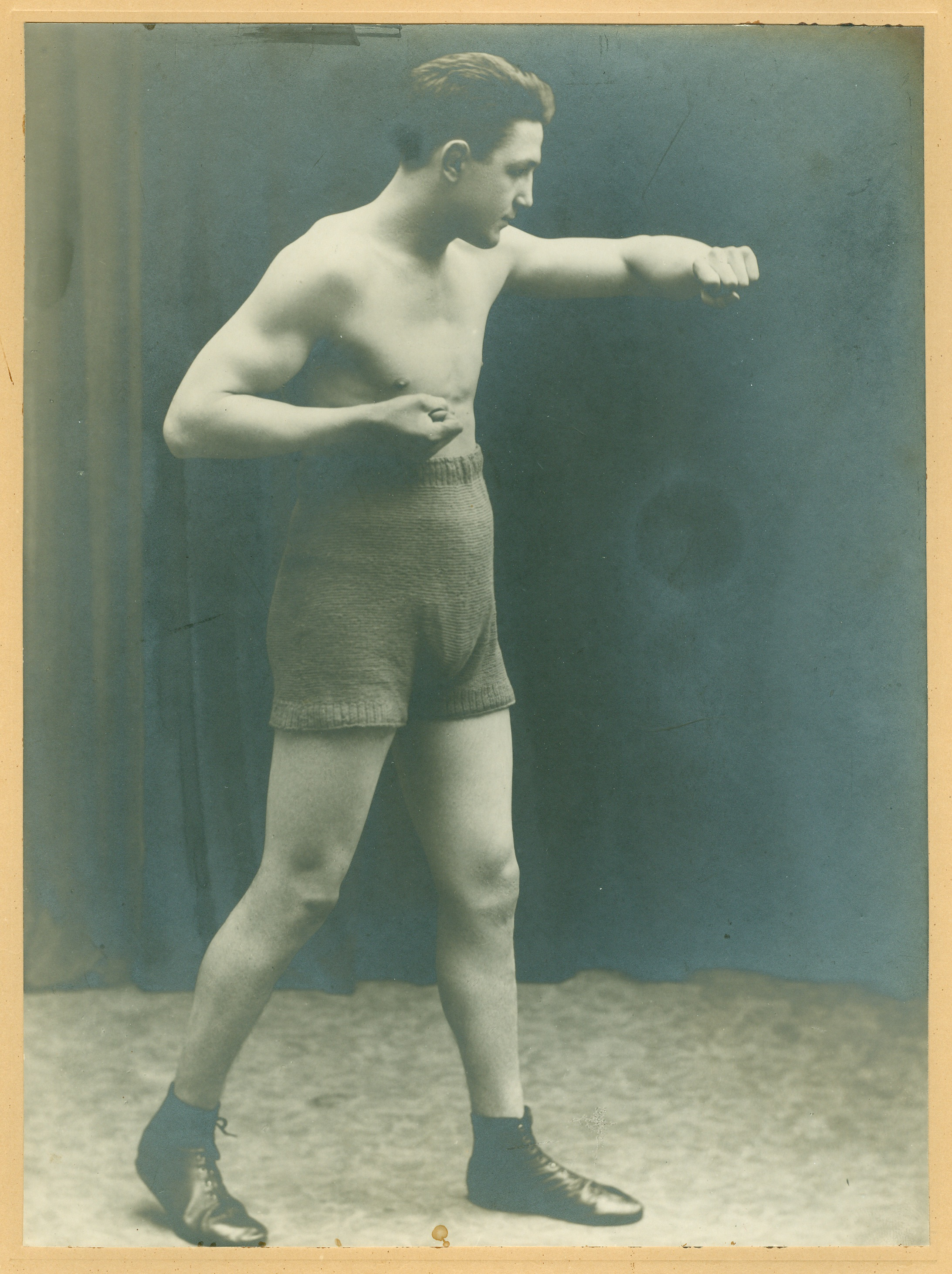